# ATP Guarujá
Das ATP-Turnier von Guarujá (offiziell Guarujá Open) war ein Herrentennisturnier, das von 1982 bis 1992 in Guarujá in Brasilien ausgetragen wurde.

## Geschichte
Die erste Austragung fand 1981 noch auf Teppichböden statt, 1982 wurde auf Sandplätzen gespielt. 1983 wechselte man zu Freiluft-Hartplätzen. Das Turnier war zunächst Teil der Grand Prix Tennis Circuit; für die Saison 1982 wurde es zu einem Challenger-Event degradiert. Zuletzt war die Veranstaltung Teil der ATP World Series, der Vorgängerserie der ATP Tour 250.
In der Saison 1991 fand in Guarujá neben den Guarujá Open, die im Februar ausgetragen wurden, im November ein weiteres Turnier statt, die Philips Open, ebenfalls auf Outdoor-Hartplätzen. Die letzte Austragung im Jahr 1992 übernahm dann den Termin der Philips Open.

## Siegerliste
Bei diesem Turnier waren einheimische Spieler besonders erfolgreich; nur zweimal in der Turniergeschichte gab es ein Finale ohne brasilianische Beteiligung. Dabei ist Lokalmatador Luiz Mattar mit drei aufeinander folgenden Turniersiegen Rekordtitelträger des Turniers, einen Titel im Doppel gewann er auch. Einziger anderer mehrfacher Sieger wurde Javier Frana mit je einem Titel im Einzel und Doppel.

### Einzel
| Jahr                         | Turniersieger   | Finalgegner     | Ergebnis      |
| ---------------------------- | --------------- | --------------- | ------------- |
| 1992                         | Carsten Arriens | Àlex Corretja   | 7:65, 6:3     |
| 1991 (Okt.) 1                | Javier Frana    | Markus Zoecke   | 2:6, 7:6, 6:3 |
| 1991 (Feb.)                  | Patrick Baur    | Fernando Roese  | 6:2, 6:3      |
| 1990                         | Martín Jaite    | Luiz Mattar     | 3:6, 6:4, 6:3 |
| 1989                         | Luiz Mattar (3) | Jimmy Brown     | 7:6, 6:4      |
| 1988                         | Luiz Mattar (2) | Eliot Teltscher | 6:3, 6:3      |
| 1987                         | Luiz Mattar (1) | Cássio Motta    | 6:3, 5:7, 6:2 |
| 1984–1986: nicht ausgetragen |                 |                 |               |
| 1983                         | José Luis Clerc | Mats Wilander   | 3:6, 7:5, 6:1 |
| 1982                         | Van Winitsky    | Carlos Kirmayr  | 6:3, 6:3      |
| 1981                         | Carlos Kirmayr  | Ricardo Cano    | 6:4, 6:2      |

### Doppel
| Jahr                         | Turniersieger                     | Finalgegner                     | Ergebnis      |
| ---------------------------- | --------------------------------- | ------------------------------- | ------------- |
| 1992                         | Christer Allgårdh Carl Limberger  | Diego Pérez Francisco Roig      | 6:4, 6:3      |
| 1991 (Okt.) 1                | Jacco Eltingh Paul Haarhuis       | Bret Garnett Todd Nelson        | 6:3, 7:5      |
| 1991 (Feb.)                  | Olivier Delaître Rodolphe Gilbert | Shelby Cannon Greg Van Emburgh  | 6:2, 6:4      |
| 1990                         | Javier Frana Gustavo Luza         | Luiz Mattar Cássio Motta        | 7:6, 7:6      |
| 1989                         | Ricardo Acioly Dácio Campos       | César Kist Mauro Menezes        | 7:6, 7:6      |
| 1988                         | Ricardo Acuña Luke Jensen         | Javier Frana Diego Pérez        | 6:1, 6:4      |
| 1987                         | Luiz Mattar Cássio Motta          | Martin Hipp Tore Meinecke       | 7:6, 6:1      |
| 1984–1986: nicht ausgetragen |                                   |                                 |               |
| 1983                         | Tim Gullikson Tomáš Šmíd          | Shlomo Glickstein Van Winitsky  | 6:4, 6:7, 6:4 |
| 1982                         | Kim Warwick Phil Dent             | Carlos Kirmayr Cássio Motta     | 6:7, 6:2, 6:3 |
| 1981                         | David Carter Paul Kronk           | Ángel Giménez Jairo Velasco Sr. | 6:7, 6:2, 6:3 |